# Филип Тотю
Тодор Тодоров Станчев, известен като Филип Тотю, е български хайдутин и революционер, виден деец на българското националноосвободително движение през XIX век.

## Биография

### Младежки години
Роден е в колибите Гърците (по-късно Градците), днес част от село Вонеща вода. Син е на Тодор Станчев, известен като Тодор Топала. На османските власти Филип Тотю е известен като Тотю Топалски и под това име е бил търсен през хайдушките му и революционни години, според Филип Симидов. Бил е животновъд и търговец на едър рогат добитък и кози. След 1850 г. е хайдутин в четите на Бойчо войвода, П. Чернев, Ст. Люцканов Попов, Жельо войвода. Води дружина из Стара планина.
Попада в Търновския и Сливенския затвор, откъдето успява да избяга през 1863 г. Установява се в Румъния, с тескере на име Ради, първоначално в Зимнич, а по-късно в Александрия. За кратко е градинар под името Филип Тотю.

### Чета от 1867 година
Приема четническата тактика, разработена и провеждана от Георги Раковски. През 1867 година е определен според Привременен закон за народните горски чети за 1867-о лето на Раковски за второстепенен войвода. И в съответствие с плана на 15 май 1867 г. начело на чета от около 40 души със знаменосец Иван Шипкалията преминава р. Дунав при Свищов, за да проучи настроенията на българите в страната. След еднодневно забавяне около града, дружината се укрива от пратена по дирите ѝ потеря в гората „Пустия“ край село Върбовка. Забелязана и издадена на властите от ловджии, тя е обкръжена от стотици башибозуци и редовни военни поделения от Търново, Севлиево и Свищов. Захарий Стоянов пише:
| „ | ...захванала се отчаяна борба. Мирната до него време горичка преобърнала се на касапница. Битката била гърди срещу гърди. От една страна гърмели пушки, а от друга звънтели ятагани, а из помежду мнозина се борели като пехливани. | “ |

След разбиването ѝ при Върбовка, под прикритието на нощта и с помощта на българи от околните селища (между които и Бачо Киро) оцелелите четници стигат заедно с Филип Тотю връх Юмрукчал в Стара планина, присъединяват се към четата на Панайот Хитов и с нея се оттеглят в Сърбия. Заедно с тези си действия четата привлича вниманието на европейската общественост върху съдбата на българите. И пак според Захарий Стоянов:
| „ | ... най-после тя даде право на гражданство на новата дума комита, дума която беше начало на турското падение. | “ |

|  | Хаджи Никола | Кавадарско |
|  | Маню Марков  | Кавадарско |

### 1868 – 1876
През 1868 г. участва във Втора българска легия, под ръководството на Хаджи Димитър и Стефан Караджа.
Установява се в Одеса, където получава пенсия от руското правителство.
През 1875 г. е определен от Българския революционен централен комитет (БРЦК) за войвода на чета в Старозагорското въстание (1875), но не успява да се прехвърли в България поради неговото преждевременно избухване и потушаване. Завръща се в Русия и отказва водачеството на четници по време на Априлското въстание (1876). Мястото му заема Христо Ботев.
|  | Никола Антов Караставрев | Бабуна     |
|  | Георги Коча              | Битоля     |
|  | Георги Петров            | Битоля     |
|  | Георги Велеслията        | Велес      |
|  | Григор Костов            | Добринища  |
|  | Никола Богданов          | Охрид      |
|  | Иван Димитров            | Охрид      |
|  | Иван Апостолов           | Охрид      |
|  | Иван Теофилов            | Охрид      |
|  | Коста Райков             | Охрид      |
|  | Коста Манов              | Охрид      |
|  | Никола Йончев            | Охрид      |
|  | Никола Наумов            | Охрид      |
|  | Никола Тасев             | Охрид      |
|  | Христо Павлов            | Охрид      |
|  | Арсо Кузманов            | Дебър      |
|  | Стойко Трифунов          | Дебър      |
|  | Благой Антонов           | Мехомийско |
|  | Васил Аркаджиев          | Мехомийско |
|  | Манол Илиев              | Мехомийско |
|  | Г. Стоянов               | Малешево   |
|  | Спас Младенов            | Куманово   |
|  | Георги Пешев             | Куманово   |
|  | Еленко Велков            | Македония  |
|  | Стоил Стоев              | Македония  |

Предвожда доброволческа чета в Сръбско-турската война. Участва и в Руско-турската война (1877 – 1878). Четата на Филип Тотю тръгва със знаме в червено, бяло и зелено, подредени низходящо. Това е Първият български трикольор (1887 г.). Знамената с трикольор са били две и когато е станала раздялата на четниците в Балкана, тези, които са се отделили от четата на Филип Тотю, са поели с второто знаме. На това знаме следите се губят, но трикольорът, останал у Тотювата чета, е запазен и до днес. След известен престой в Свищов тръгва да се връща в Одеса. По пътя в Плоещ се забърква в неприятна история. Намира подслон в „един бакалски и кръчмарски дюкян“, който се стопанисвал от жена вдовица и глух слуга. Тотю ляга да спи. Докато се съблича, слугата вижда, че пътникът носи на кръста си кесия с пари. Вече бил дълбоко заспал, когато го нападат – трети мъж, жената и слугата. Тотю се отбранява, успява да се откъсне, излиза на пътя с вик за помощ. Слугата го издебва и удря по главата с брадвичка. Идва полиция. Изпадналият в безсъзнание Тотю е откаран в болница. Започва следствие, след това дело, което се проточва девет месеца. През това време Тотю е в килия на Плоещкия затвор. Адвокатът му взема 100 рубли и изчезва. Съдът преценява, че Тотю е нападнал румънската кръчмарка с цел да я обере и убие. Войводата е осъден на шест години и изпратен в затвора край село Марджинени де Сус в окръг Дъмбовица.

### Последни години
Докато войводата е в затвора, започва семейната му драма. Първи го предава собственият му син. Намира родата и обявява, че баща му е мъртъв и разпродава полагащото му се като наследство имущество. Жена му си намира любовник, но изоставената Фросина се поболяла и по думите на Тотю „...от срам и мъка полудява и я закарват в лудницата“. Филип Тотю е освободен от затвора шест години след Освобождението, на 6 юни 1884 г. Завръщайки се в освободена България, живее в Острица, Беленско. От 1 декември 1884 г. му е отпусната 200 лв. месечна пенсия. Никола Живков и Коста Паница го включват в Българо-македонския комитет и Тотю се забърква в афери, свързани с набиране на пари и оръжие. По нареждане на Стамболов Тотю остро е предупреден да престане със зулумите. През юни 1887 г. е арестуван и след като го пускат се преселва в Две могили.
Филип Тотю почива в Две могили на 22 март 1907 г. Погребан е в черковния двор на селото. На погребението му неговият съратник Панайот Хитов казва: „Тук почива страшилището на Турската империя“.

## Памет
Днес родната къща на Тотю в село Вонеща вода, както и последният му дом в град Две могили, са превърнати в музеи.
На Филип Тотю е наречена улица в квартал „Хаджи Димитър“ в София (Карта).